# Zicrona
Zicrona is een geslacht van wantsen uit de familie schildwantsen (Pentatomidae). Het geslacht werd voor het eerst wetenschappelijk beschreven door Amyot & Serville in 1843.

## Soorten
Het genus bevat de volgende soorten:

- Zicrona americana Thomas, 1992
- Zicrona caerulea (Linnaeus, 1758)
- Zicrona hisarensis Chopra & Sucheta, 1984
- Zicrona murreensis Rana & Ahmad, 1988